# Свідоцтво про бідність
«Свідоцтво про бідність» (рос. «Свидетельство о бедности») — радянський художній фільм 1977 року, знятий на Одеській кіностудії.

## Сюжет
Про викриття співробітниками кримінального розшуку банди злочинців, що викрадають деталі радянських годинників і збувають товар іноземцям.

## У ролях
- Олександр Хочинський — Станіслав Павлович Соколов, старший лейтенант міліції, співробітник БРРМ
- Григорій Острін — Володимир Іванович Тарасов, підполковник міліції, начальник відділу БРРМ
- Костянтин Степанков — Віктор Михайлович Макєєв, завідувач гарантійної майстерні (озвучив Юрій Саранцев)
- Борис Хмельницький — Хрест (Геннадій Семенович Костюк), кримінальник (озвучив Олег Мокшанцев)
- Ольга Гаспарова — Ольга Олексіївна, медсестра, подруга Костюка
- Лев Перфілов — Чалий (Юрій Семенович Мосін), кореш Хреста, механік
- Геннадій Воропаєв — Макс Цинклер, західний ділок, скупник годинникових деталей
- Арсеній Барський — Прокіп Вікентійович Коржаєв, дідок-спекулянт
- Олена Амінова — дівчина Соколова
- Борис Бітюков — директор годинникового заводу (озвучив Олексій Сафонов)
- Ольга Бітюкова — Алла, дочка Макєєва
- Михайло Горносталь — міліціонер в тирі
- Юрій Гусєв — технолог годинникової майстерні
- Лідія Корольова — Ніна Павлівна, сусідка Чалого
- Володимир Нікітін — таксист
- Марина Петрова — лейтенант міліції
- Олена Циплакова — подруга Віті
- Віктор Козачук — співробітник годинникової майстерні

## Знімальна група
- Режисер-постановник: Самвел Гаспаров
- Сценаристи: Аркадій Вайнер, Георгій Вайнер
- Оператор-постановник: Олександр Полинніков
- Художник-постановник: Лариса Токарева
- Композитор: Євген Стихін
- Звукооператор: Володимир Богдановський
- Режисер: Олександр Амелін
- Режисер монтажу: І. Чауська
- Редактори: Г. Тетеріна, Тамара Хміадашвілі
- Художник по костюмам: Т. Мігіцко
- Художник по гриму: Людмила Друмирецька
- Художник-фотограф: Є. Мордвінов
- Директор картини: Галина Бовжученко